# South Riding (Virginia)
South Riding ist ein gemeindefreies Gebiet und Census-designated place in Loudoun County des US-Bundesstaats Virginia. Das U.S. Census Bureau hat bei der Volkszählung 2020 eine Einwohnerzahl von 33.877 ermittelt. South Riding besteht seit 1994.

## Geographie
Die Kreisstadt Leesburg ist 26 km entfernt, die Hauptstadt Washington, D.C. ist rund 49 km östlich von South Riding gelegen. Chantilly im Fairfax County ist ca. 8 km entfernt. Die nahe gelegene U.S. Highway 50 und State Route 28 ermöglichen eine rasche Erreichbarkeit des Technologiegebiets Dulles/Reston/Tysons Corner.

## Postleitzahl
South Riding verwendet die Postleitzahl 20152, die laut United States Postal Service auch zum nahe gelegenen Chantilly gehört. Aufgrund des großen Bevölkerungszuwachses in der South Riding verwenden die meisten Bewohner South Riding, Virginia als Adresse anstelle von Chantilly, sodass die Post einfacher zugestellt werden kann, da die meisten Leute im Großraum Washington, D.C. Chantilly zum angrenzenden Fairfax County zählen.

## Bildungswesen
In South Riding gibt es zwei Grundschulen, die Freedom Highschool und eine Kindertagesstätte.
Künftig wird es auch ein Shoppingcenter, Bürogebäude, sowie ein Hotel und ein Zentrum für öffentliche Sicherheit geben.

## Persönlichkeiten
- Kevin Paredes (* 2003), amerikanisch-dominikanischer Fußballspieler